# 山吹城

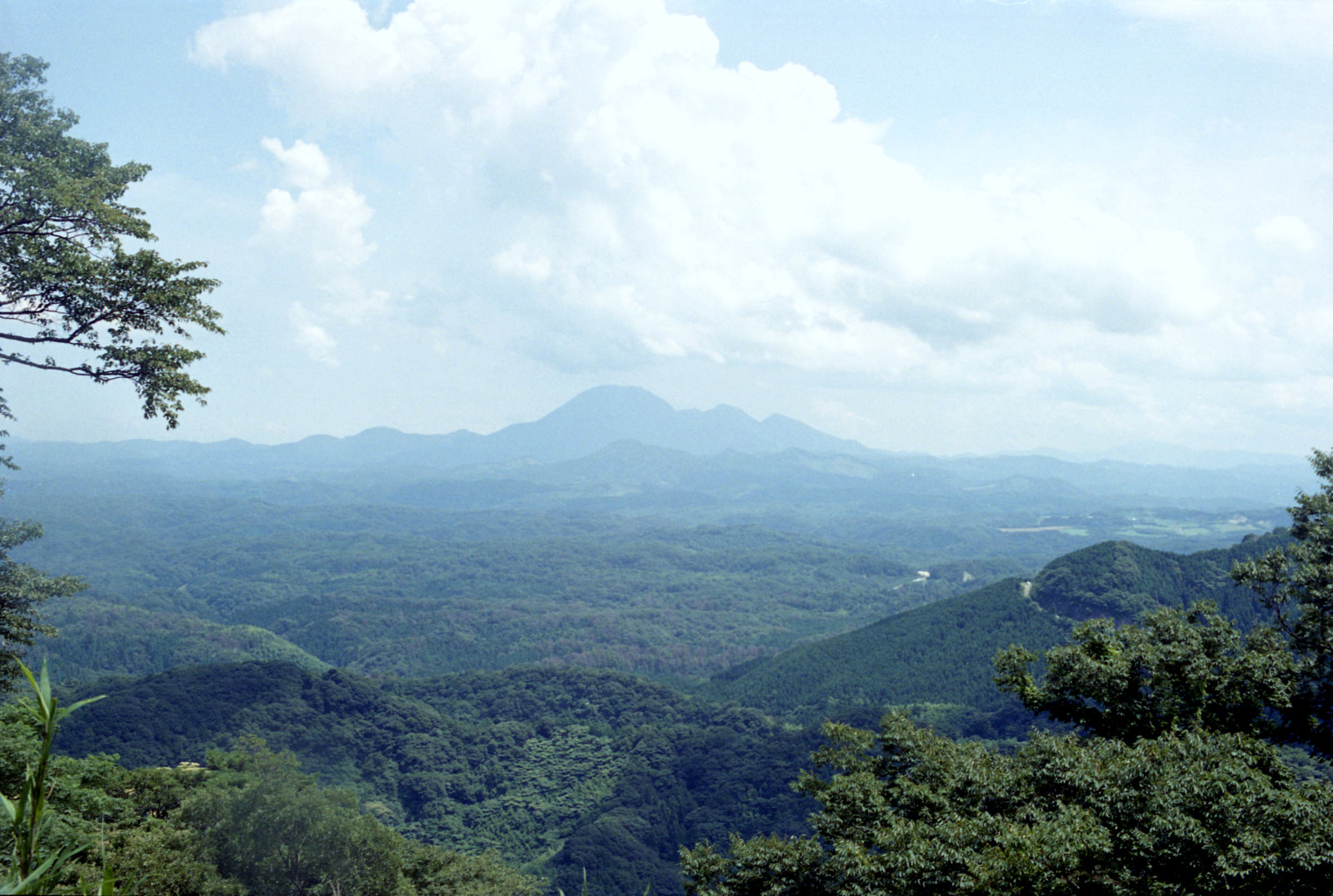
山吹城跡から東北東の眺望。中央奥は三瓶山。

山吹城（やまぶきじょう）は、石見国（現：島根県大田市大森町）にあった日本の城（山城）。石見銀山防衛のため築城された。城跡は国の史跡「石見銀山遺跡」の範囲に含まれている。

## 概要
標高414m、比高200mの要害山上に築かれた山城で、その規模は要害山全体に及ぶ。頂上付近に南北52m東西32mの主郭を配し、19本以上確認できる畝状竪堀群や土塁、空堀、石垣等で防衛線をなしている。なお、大森の集落に面している主郭北側のみに石垣が築かれていることから、"集落側に見せるための構築物"を築いていたためと考えられている。
城の南部にある連続竪堀については、石見高橋氏の居城高櫓城（出雲市）の連続竪堀との類似が指摘されており、高橋一族を出自とする本城常光が城主だった頃に構築された可能性がある。
また、麓の集落にある西本寺には、山吹城の追手門（大手門）が廃城後に山門として移築現存している（先に龍昌寺の門として使用された後、西本寺に再移築された）とされている。ただし、大田市指定文化財「西本寺山門」としては江戸時代初期のものとされており、現在の現地説明板にも山吹城の城門が移築された旨の説明は含まれていない。
周囲には、石見銀山や街道の支配・防衛の為に築かれた石見城・矢筈城・矢滝城（全て大田市）があり、山吹城と共に石見銀山遺跡に登録されている。

## 沿革
延慶2年（1309年）頃、石見銀山が発見され、その防衛用の城として、周防・長門国の大内氏当主・大内弘幸によって築城されたとの伝承がある。正確な築城年代は不明だが、鎌倉時代末期から南北朝時代初期には山吹城の原型となる城郭・砦が存在したと推測される。
大内義興が大内氏当主の頃、博多の商人・神屋寿禎（姓については神谷、名については寿貞・寿亭とも表記される）によって開発され、灰吹法の導入によって銀山の採掘量が増大する。その為、この頃に義興（又は、その子・義隆）によって築城されたと解説する場合もある。
享禄3年（1530年）に石見の国人領主・小笠原長隆が銀山を奪うが、3年後の天文2年（1533年）大内氏が奪回。大内氏は山吹城の防備を強化した。
天文6年（1537年）、出雲国の戦国大名尼子経久が石見国に侵攻し、銀山を占領した。
天文8年（1539年）に大内氏が奪還したものの、その2年後の天文10年（1541年）に尼子氏が石見小笠原氏と結んで銀山を再占領し、大内氏と尼子氏による争奪戦が続いた。
大内義隆が大寧寺の変で自害すると、天文24年（1555年）に大内重臣陶晴賢を厳島の戦いで破った毛利元就が、大内氏に代わって銀山争奪戦に加わる。厳島の戦いの時点では、刺賀長信（小笠原長雄の叔父）が山吹城を守っていたが、防長経略を進める毛利氏に臣従し、弘治2年（1556年）城と銀山は毛利氏の勢力下に入った。
同年又は永禄元年（1558年）、尼子晴久は山吹城を攻めて毛利軍を破り、刺賀長信を自害させて、石見銀山を所領とした（忍原崩れ）。尼子氏は、戦勝に功のあった本城常光を城主とした。
永禄2年（1559年）に毛利軍が山吹城奪還のために侵攻するも、本城常光は降露坂の戦いにて撃退する。
しかし、雲芸和議を利用して毛利氏は石見に侵攻。永禄5年（1562年）に城主・本城常光は降伏するが、元就は常光を暗殺した。石見銀山と山吹城を手中に収めた元就は、山吹城に吉川元春の家臣・森脇市郎左衛門を置いた。
慶長5年（1600年）の関ヶ原の戦いの後、石見銀山は幕府領となり、大久保長安が山吹城に入る。長安は、山吹城を改修して吹屋（銀精錬所）を置いたことが記録されているが、翌年に大森代官所に拠点を移したため、山吹城は廃城となった。1600年代前半に取り壊されたとされる。
平成19年（2007年）7月2日、石見銀山が世界遺産に登録されるにあたっては、構成資産の1つ「銀山柵内」に城跡が包括されている。

## 資料